# Crudia zeylanica
Crudia zeylanica là một loài rau đậu thuộc họ Fabaceae.
Loài này chỉ có ở Sri Lanka.